# Prefectura Tottori
Prefectura Tottori (鳥取県 Tottori-ken?) este o prefectură în Japonia.

## Geografie

Harta prefecturii Tottori

### Municipii
Prefectura cuprinde 4 localități cu statut de municipiu (市):
| - Kurayoshi | - Sakaiminato | - Tottori (centrul prefectural) | - Yonago |